# پیوتر زایوف
پیوتر زایوف (روسی: Пётр Иванович Заев؛ ۲۹ ژوئیهٔ ۱۹۵۳ – ۲۹ نوامبر ۲۰۱۴) ورزشکار بوکس اهل اتحاد جماهیر شوروی سوسیالیستی بود.
وی در مسابقات کشوری و بین‌المللی در مجموع برندهٔ ۱ مدال نقره شده‌است.